# Кайзер Карл Ґанґольф
Кайзер Карл Ґанґольф (нім. Carl Gangolf Kayser) (12 лютого 1837. Відень — 2 вересень 1895. Відень) — австрійський архітектор.

## Історія
Навчався у Віденській Академії образотворчих мистецтв, у мюнхенському скульптурному класі. В академії учився у Фрідріха фон Шмідта, спеціалізуючись на середньовічній архітектурі.
Супроводжував ерцгерцога Максиміліана у Мексиці, де став його придворним архітектором після коронації імператором (1864—1867). Там Максиміліан І планував провести перебудову Національного палацу, замків Чапультепек, інших будівель. Жоден з проектів не був реалізований. Після страти Максиміліана І повернувся до Австро-Угорської імперії. Брав участь у перебудові Ауерсперг, замків Нижньої Австрії Ліхтенштейн, Гардеґґ, Кройцштайн, чеського Штернберг. Замок Кройцштайн він перебудовував на замовлення полярного дослідника графа Йогана Вільчека, у чому йому допомагали митці Гумберт Ріттер фон Молтгайн (нім. Humbert Walcher Ritter von Molthein) і Егон Райнбергер.

## Галерея

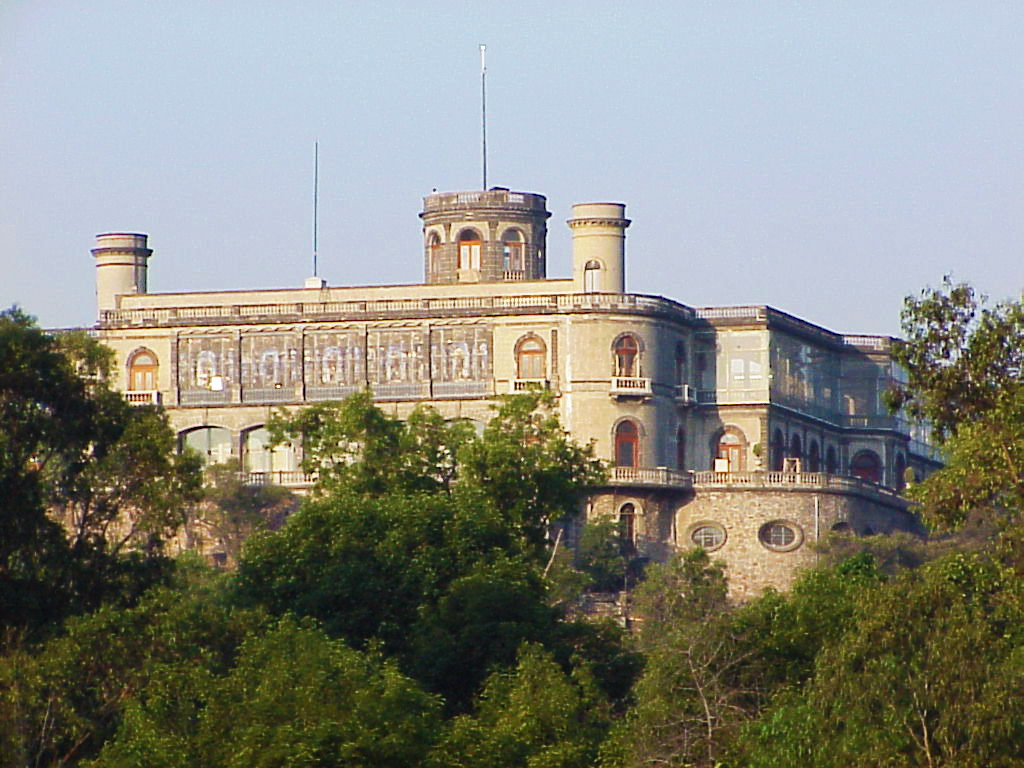
Чапультепек. 1864-1867
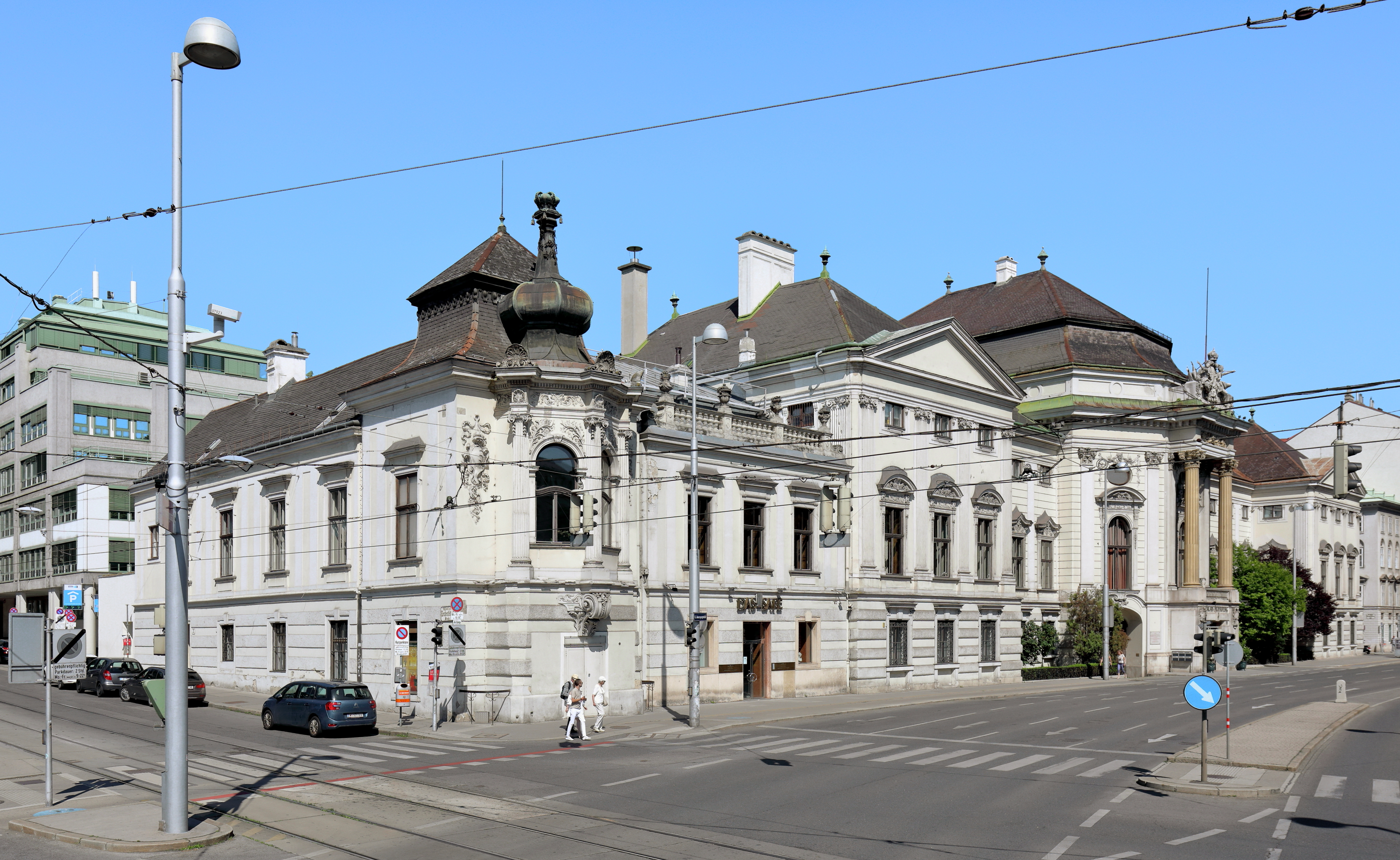
Ауерсперґ. 1885-1887
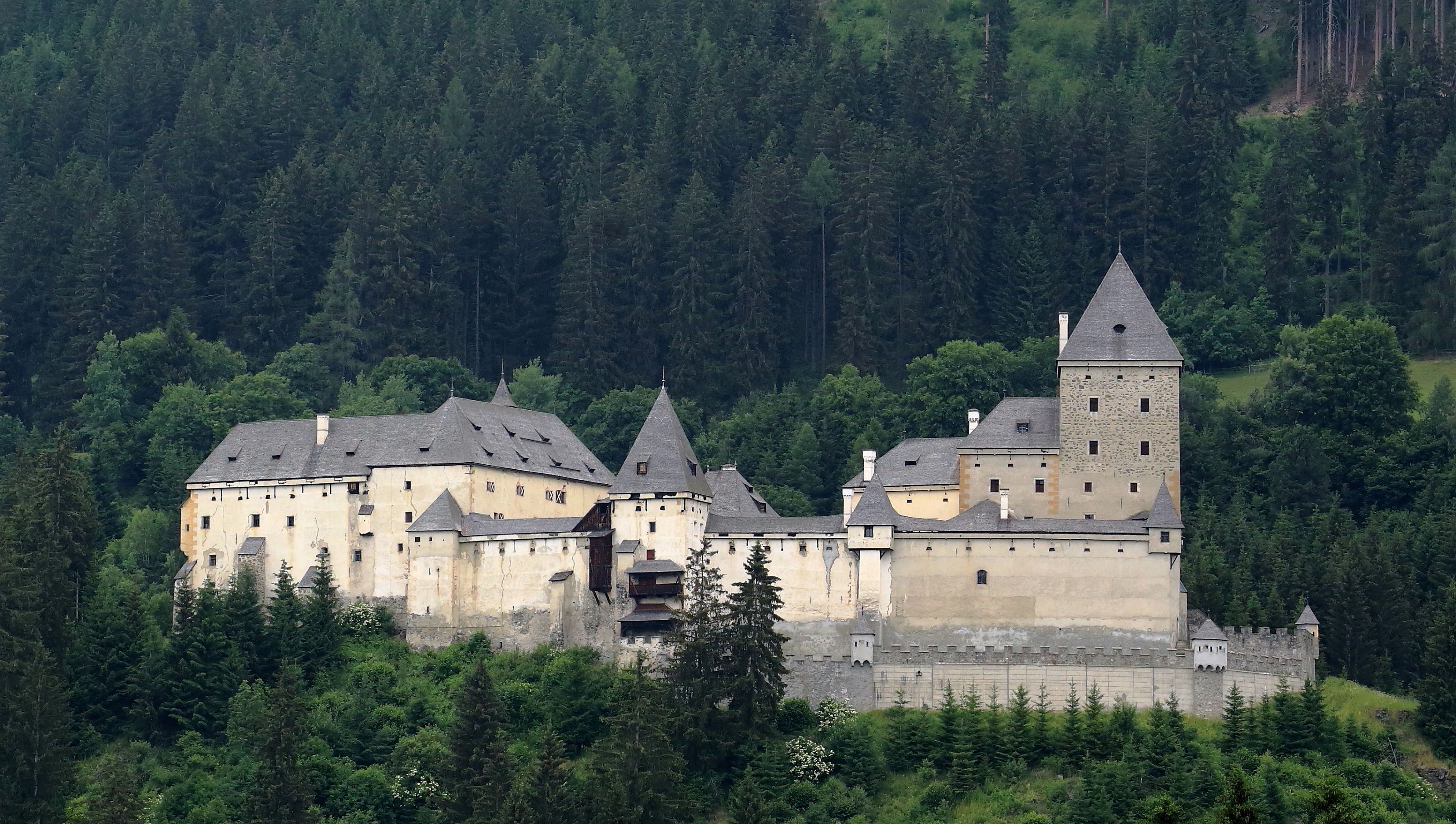
Моосгам. 1886
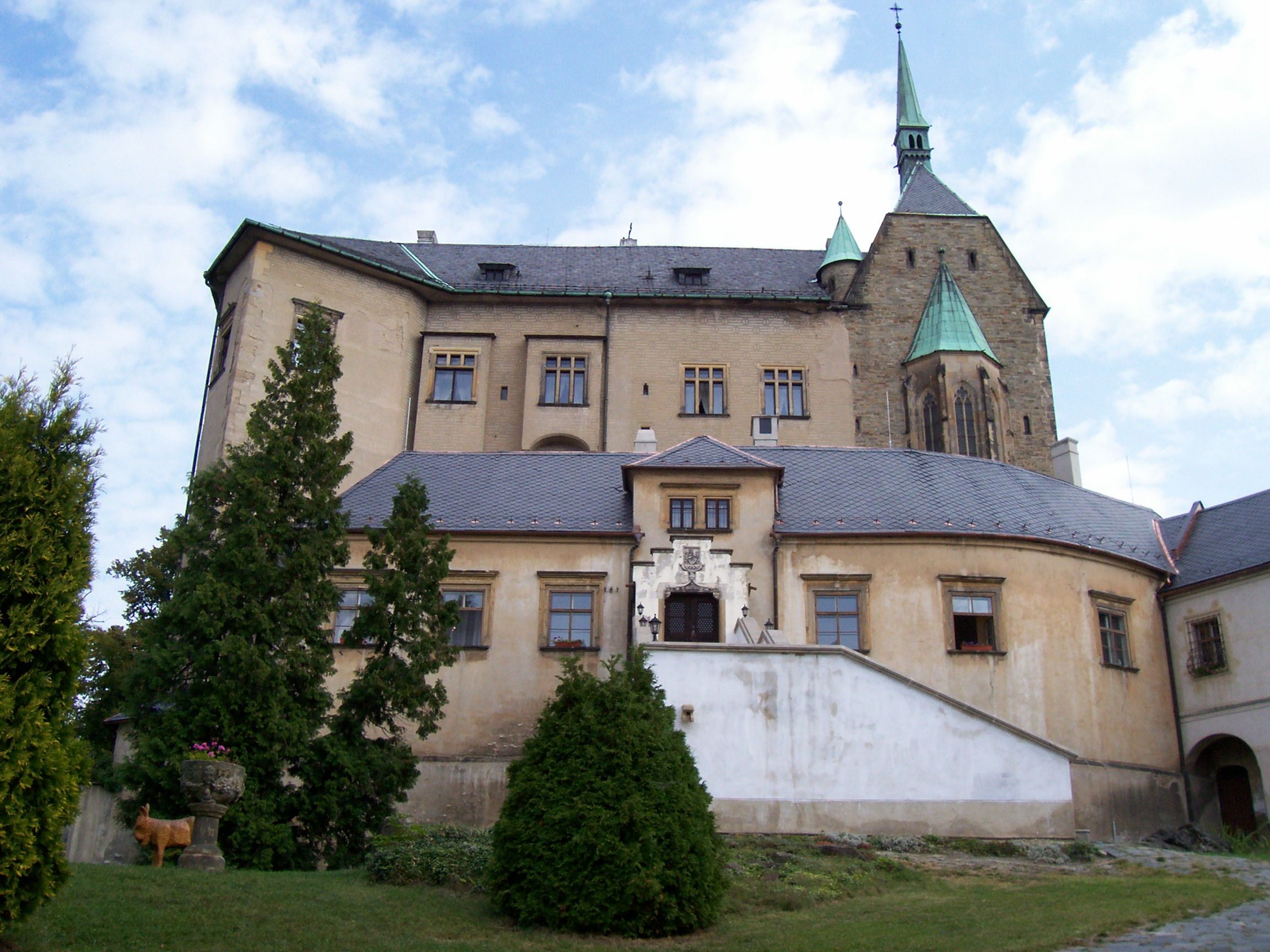
Штернберґ. 1886
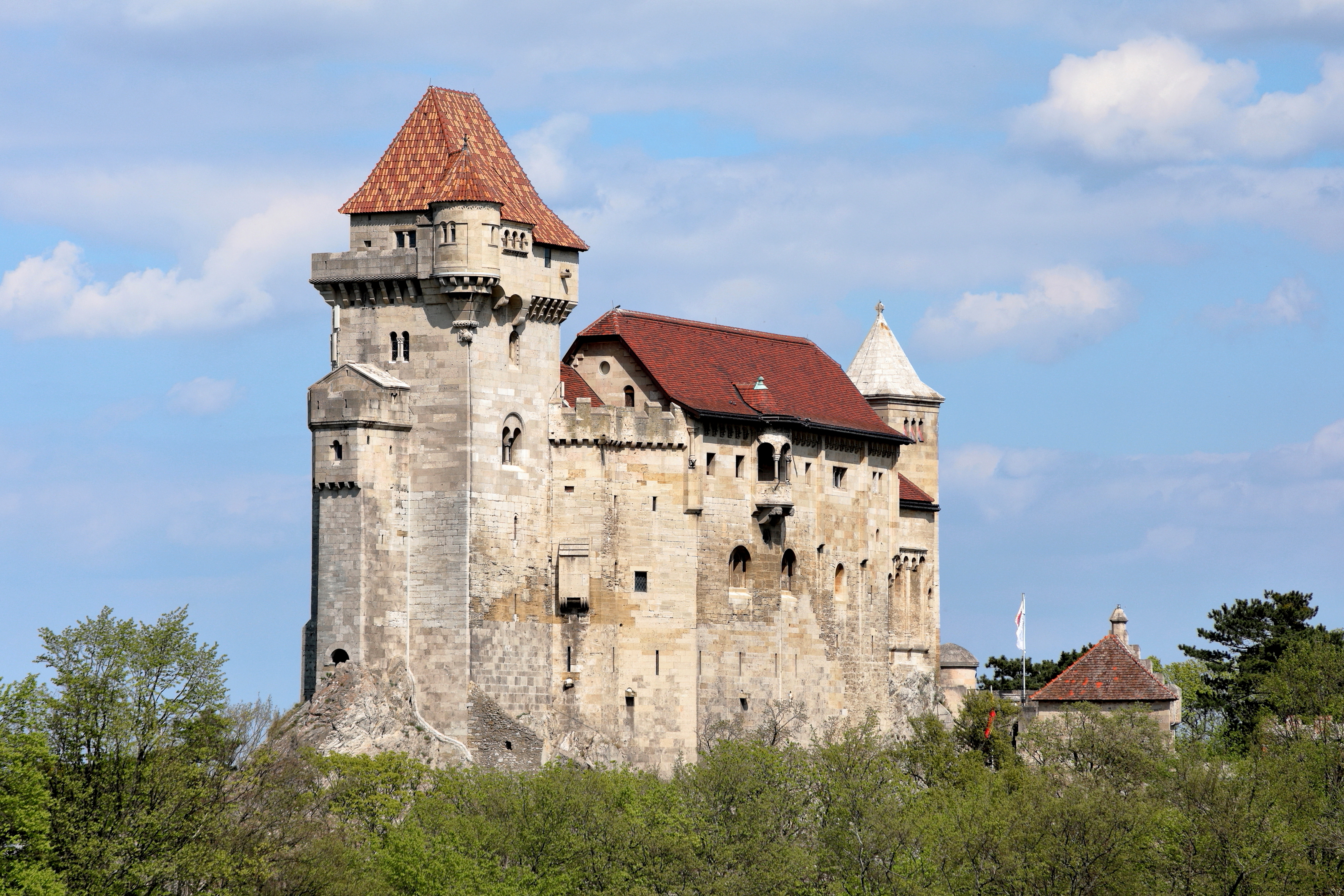
Ліхтенштейн. 1884-1895
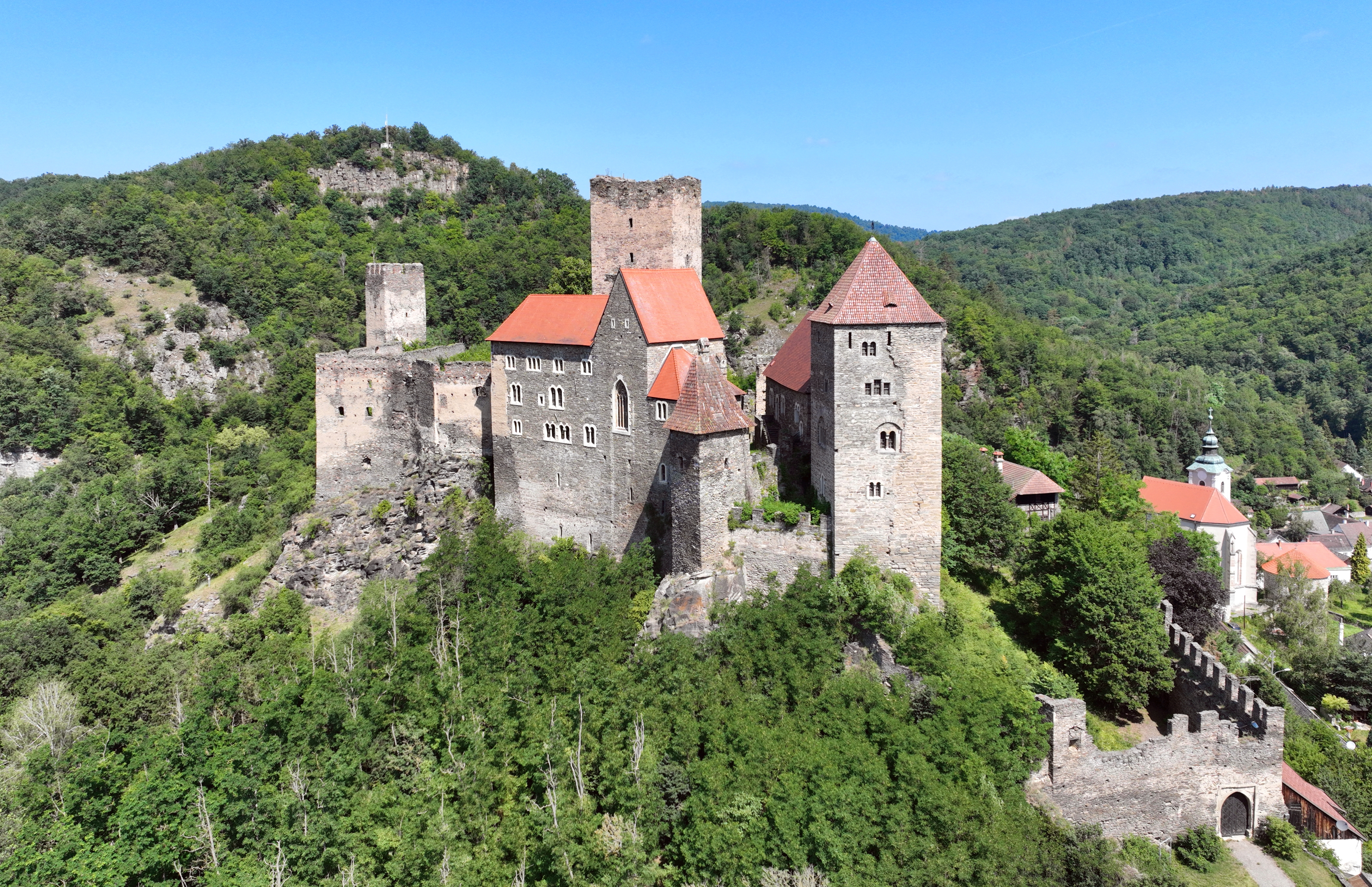
Гардеґґ. 1878-1895
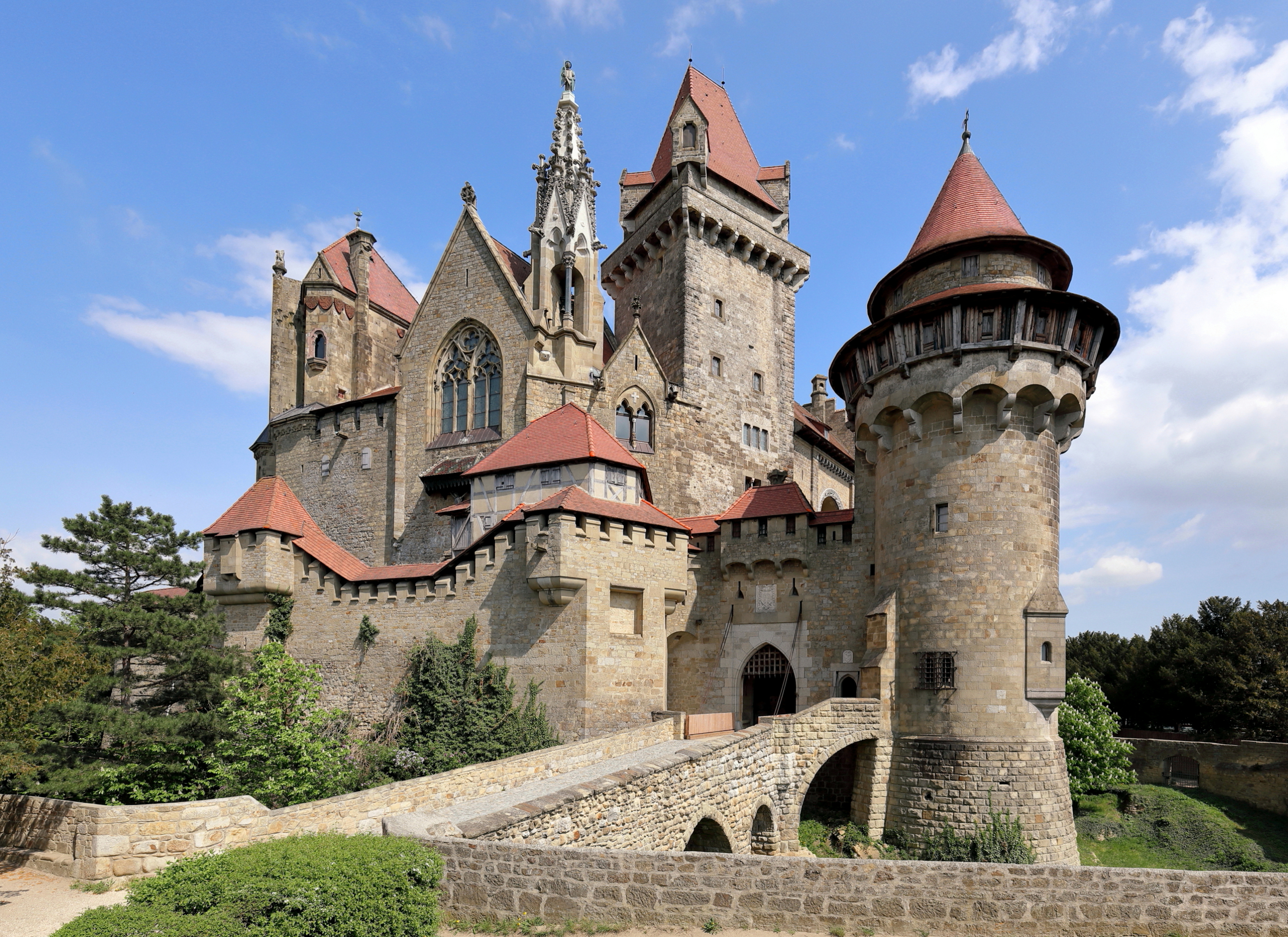
Кройцштайн. 1874-1895